# 새 일자리
새 일자리(His New Job)는 미국에서 제작된 찰리 채플린 감독의 1915년 영화이다. 찰리 채플린 등이 주연으로 출연하였고 제시 T. 로빈스 등이 제작에 참여하였다.

## 출연

### 주연
- 찰리 채플린
- 프랭크 J. 콜먼

### 조연
- 벤 터핀
- 샬롯 미노
- 찰스 인스리
- 레오 화이트
- 버드 제이미슨
- Agnes Ayres
- 빌리 암스트롱
- 글로리아 스완슨